# Степна Репйовка
Степна Репйовка (рос. Степная Репьёвка) — присілок в Цильнинському районі Ульяновської області Російської Федерації.
Населення становить 574 особи. Входить до складу муніципального утворення Большенагаткинське сільське поселення.

## Історія
Від 2004 року входить до складу муніципального утворення Большенагаткинське сільське поселення.

## Населення
| 2010 |
| ---- |
| 574  |